# Trimeria grandifolia
Trimeria grandifolia är en videväxtart. Trimeria grandifolia ingår i släktet Trimeria och familjen videväxter.

## Underarter
Arten delas in i följande underarter:
- T. g. grandifolia
- T. g. tropica